# Paweł Charucki
Paweł Charucki, né le 14 octobre 1988, est un coureur cycliste polonais. Il a couru pour les équipes CCC Polsat Polkowice de 2011 à 2014 puis Domin Sport en 2015 et Verva ActiveJet en 2016.

## Palmarès
- 2010
  -  Champion de Pologne sur route espoirs
- 2016
  - 3e du Memorial im. J. Grundmanna J. Wizowskiego
  - 3e du Korona Kocich Gór